# Монгольфье (лунный кратер)
Кратер Монгольфье (лат. Montgolfier) — большой ударный кратер в северном полушарии обратной стороны Луны. Название присвоено в честь изобретателей воздушного шара братьев Монгольфье (Жака-Этьенна 1745—1799, Жозефа-Мишеля 1740—1810) и утверждено Международным астрономическим союзом в 1970 г. Образование кратера относится к донектарскому периоду.

## Описание кратера
Ближайшими соседями кратера являются кратер Роуланд на севере; кратер Параскевопулос на востоке-северо-востоке; кратер Столетов на юго-востоке и кратер  Вольтьер на юге. Селенографические координаты центра кратера 47°04′ с. ш. 160°05′ з. д. / 47,06° с. ш. 160,08° з. д., диаметр 83,7 км, глубина 2,8 км.
Кратер Монгольфье имеет циркулярную форму и значительно разрушен. Вал сглажен, южная часть вала перекрыта тремя крупными кратерами. Внутренний склон вала гладкий. Средняя высота вала кратера над окружающей местностью 1410 м, объем кратера составляет приблизительно 7400 км³. Дно чаши относительно ровное, испещрено множеством кратеров. Вместе с прилегающими сателлитными кратерами Монгольфье P и Монгольфье J, а также кратером Вольтьер на юге кратер напоминает отпечаток кошачей лапы.

## Сателлитные кратеры
| Монгольфье | Координаты                                              | Диаметр, км |
| ---------- | ------------------------------------------------------- | ----------- |
| J          | 45°58′ с. ш. 158°41′ з. д. / 45,97° с. ш. 158,68° з. д. | 28,5        |
| P          | 45°43′ с. ш. 161°17′ з. д. / 45,71° с. ш. 161,29° з. д. | 36,2        |
| W          | 48°56′ с. ш. 164°41′ з. д. / 48,93° с. ш. 164,68° з. д. | 35,3        |
| Y          | 50°11′ с. ш. 161°43′ з. д. / 50,18° с. ш. 161,72° з. д. | 41,7        |

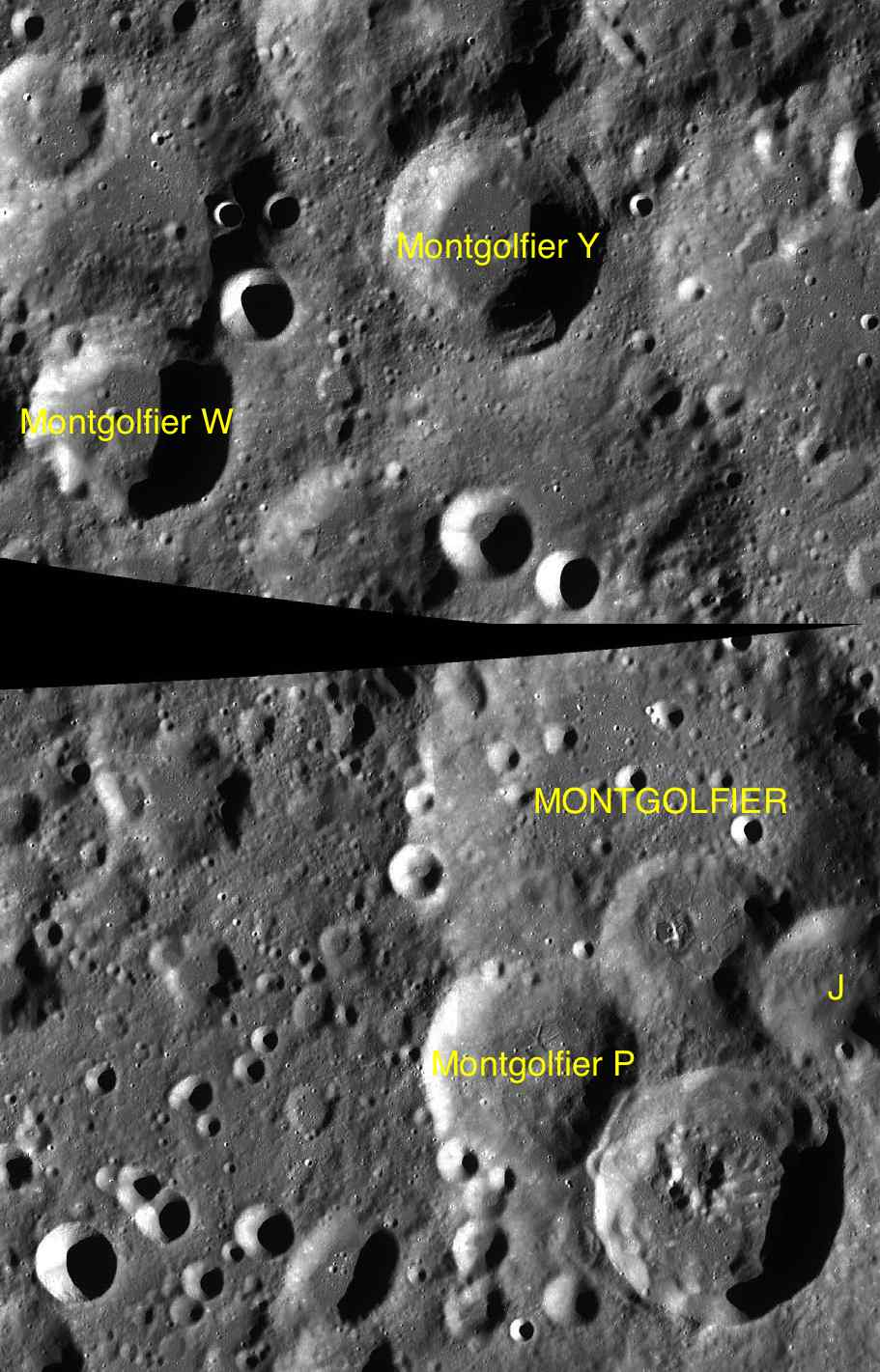
Фрагменты карт LAC-19, LAC-33.

- Образование сателлитного кратера Монгольфье P относится к раннеимбрийскому периоду[1].
- Образование сателлитного кратера Монгольфье Y относится к позднеимбрийскому периоду[1].